# Jesús Santiago Panero
Jesús Santiago Panero (Bermillo de Sayago, abril de 1942 - Zamora, enero de 2021) fue un maestro español, impulsor de la Asociación Cultural La Mayuela de Bermillo de Sayago, provincia de Zamora. Vivió gran parte de su vida en Barcelona, donde desarrolló su carrera profesional como educador.

## Biografía
Diplomado en Magisterio contribuyó junto a Mosén Josep Puga a la fundación de la Escuela La Esperanza (1965) en el barrio Barón de Viver. En 1983, impulsa junto a Francisco Martínez Hueso y Trini Castellví Mata el grupo de teatro Jacarandá cuya trayectoria continúa a día de hoy.
En Bermillo de Sayago dirigió el grupo de teatro local representando obras como la Venganza de Don Mendo o La Casa de Bernarda Alba. Fruto de esa actividad se crea un grupo de teatro aficionado formado por actores locales y donde participó como actriz Nines Carrascal, gestora teatral y fundadora junto con Gema Matarranz de la compañía Histrión Teatro. En 2011 impulsa la creación de la Asociación Cultural La Mayuela que realiza durante todo el año exposiciones, muestras de fotografía, conferencias, cursos, visitas culturales, decoración de calles y plazas y homenajes como los realizados a la Guardia Civil, Mariano Benlliure y el cineasta Mario Camus que rodó en varias localizaciones de la zona de Sayago la película Sombras de una Batalla.  
Durante su vida estudió la cultura, arquitectura, historia y arte de la comarca de Sayago. Estudió la obra de José María Arguedas, escritor peruano cuya tesis doctoral aborda una comparativa social entre la comarca de Sayago y el Perú y contribuyó a la difusión de la obra literaria de Justo Alejo. En la provincia de Zamora realizó varias exposiciones de pintura e impartió varios cursos sobre historia y arte.

## Homenaje
Desde 2013, el edificio del antiguo Juzgado y Cárcel de Bermillo, obra del taller de Segundo Viloria, lleva el nombre de Centro Cultural "Jesús Santiago Panero". Tras su fallecimiento se realizó un homenaje a su figura el 14 de agosto de 2021 con la colaboración de la Diputación de Zamora.